# Forme AABA
Une forme AABA est une forme musicale, fréquente dans la chanson, le gospel ou le jazz, construite avec 2 sections différentes : une section A est répétée (AA) avec la même mélodie mais des paroles différentes ; elle est suivie d'une section B souvent appelée « pont » ou « bridge », amenant une dynamique et des harmonies différentes ; la forme se termine par le retour d'une section A.
Traditionnellement les sections ont une longueur identique, généralement 8 mesures, mais toute autre configuration est possible. Ainsi, la chanson Send In the Clowns est bâtie sur une structure de 6-6-9-8 mesures.

## Exemples
La forme-anatole est une forme AABA de 32 mesures.
La plupart des standards de jazz, généralement issus des comédies musicales de Broadway, sont construits sur une forme AABA : Over the Rainbow, All the Things You Are, Have You Met Miss Jones, I Got Rhythm...

## Historique
Cette forme trouverait son origine dans les comédies musicales de Broadway, au tournant des XIXe siècle/XXe siècle, cette section AABA était alors le refrain des chansons. C'est devenu la forme principale des chansons populaires américaines autour de 1925-1926.
Cette forme AABA est également très utilisée dans le rock des années 1950-1960, avant que l'alternance couplet/refrain ne devienne la norme : Great Balls of Fire (Jerry Lee Lewis, 1957), All I Have to Do Is Dream (The Everly Brothers, 1958), Will You Love Me Tomorrow (The Shirelles, 1960), Surfer Girl (The Beach Boys, 1963)...